# Minóg australijski
Minóg australijski (Mordacia praecox) – gatunek słodkowodnego, niepasożytniczego minoga z rodziny Mordaciidae.

## Systematyka
Został opisany naukowo w 1968 roku z Moruya, rzeki w Nowej Południowej Walii. Jest bardzo podobny i blisko spokrewniony z Mordacia mordax. Ślepice obydwu gatunków są nie do odróżnienia.

## Zasięg występowania
Minóg australijski jest gatunkiem endemicznym Nowej Południowej Walii. Występuje jedynie w rzekach Moruya i Tuross. 

## Budowa ciała
Osiąga przeciętnie 10–17 cm, maksymalnie 50 cm długości całkowitej. Procentowe proporcje poszczególnych części ciała są następujące: odcinek przedskrzelowy 9,4–12,6%, odcinek skrzelowy 8,2–9,9%, tułów 59,6–64,2%, ogon 16,5–20,4%, oko 1,3–1,5%, przyssawka 5,4–8,4%. Wzdłuż tułowia od 85 do 93 miomerów. Brak luźnych fałdów skórnych w przedniej części ciała. Brodawka moczowa u dorosłych osobników nie jest widoczna. Płetwa ogonowa ma kształt łopatkowaty. 
Ubarwienie grzbietu jest ciemnoniebieskie, czasem z zielonkawym odcieniem. Brzuch u samców szaro nakrapiany, u samic żółtawy.

## Biologia i ekologia

### Biotop
Jest gatunkiem słodkowodnym - spędza całe życie w strumieniach. Ślepice żyją w norach wygrzebanych w miękkim dnie przez okres około 3 lat po czym, zazwyczaj w październiku - listopadzie, następuje przeobrażenie.

### Odżywianie
W przeciwieństwie od większości minogów Mordacia praecox nie pasożytuje na innych organizmach.

### Rozród
Tarlaki, prawdopodobnie, wędrują w górę rzek w okolicach kwietnia i odbywają tarło pod koniec zimy lub wiosną. 
Jedna samica składa 326–675 ziaren ikry.